# Белое (озеро, Рамешковский район)
Белое — озеро в южной части Тверской области, расположенное на территории Рамешковского района. Одно из озёр Оршинско-Петровской группы.
Озеро расположено в южной части района примерно в 45 км к юго-востоку от посёлка Рамешки. Лежит на высоте 139,3 метров. Белое озеро имеет почти круглую форму: длина с запада на восток около 2,4 км, максимальная ширина 2,2 км. Площадь водного зеркала — 4,1 км². Берега низкие, заболоченные. Северо-западная часть озера соединяется с озером Конечное; восточная часть соединяется с озером Великим.

## Данные водного реестра
По данным государственного водного реестра России относится к Верхневолжскому бассейновому округу, водохозяйственный участок реки — Волга от города Тверь до Иваньковского г/у, речной подбассейн реки — Волга до Рыбинского водохранилища. Речной бассейн реки — (Верхняя) Волга до Куйбышевского водохранилища (без бассейна Оки).
Код водного объекта в государственном водном реестре — 08010100711110000000852.